# Craspedophorus mandarinus
Craspedophorus mandarinus – gatunek chrząszcza z rodziny biegaczowatych i podrodziny Panagaeinae.
Opisany został w 1854 roku przez Hermanna Rudolpha Schauma jako Isotarsus mandarinus.
Imagines osiągają od 50 do 60 mm długości ciała.
Chrząszcz ten wykazany został z Mjanmy, Chin (Guangdong, Kuangsi, Kuejczou, Hongkong, Junnan), Japonii, Tajwanu, Laosu, Tajlandii i Wietnamu.